# Famille Bonnier
Pour les articles homonymes, voir Bonnier.

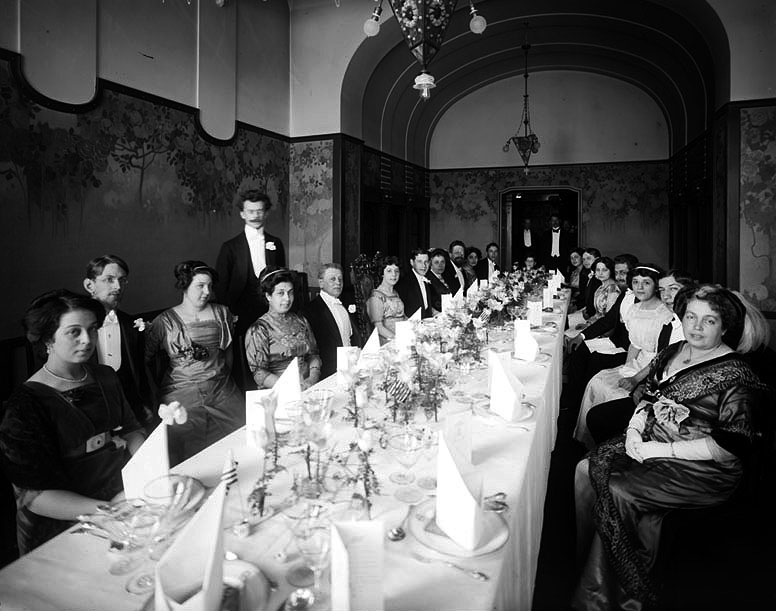
La famille Bonnier en 1910. Sont notamment présents sur cette photographie Karl Otto, Lisen, Tor et son fils Yngve.

La famille Bonnier est une famille suédoise, aux origines danoises, allemandes et juives ashkénazes, investie depuis le début du XVIIIe siècle dans le domaine de l'édition. La famille possède et dirige le groupe Bonnier AB, groupe d'édition et de médias suédois.
Le pilote automobile Jo Bonnier (1930-1972), est issu de cette même famille.

## Pour approfondir